# Енекешть
Енекешть, Енекешті (рум. Enăchești) — село у повіті Бакеу в Румунії. Входить до складу комуни Берешть-Тазлеу.
Село розташоване на відстані 232 км на північ від Бухареста, 19 км на південний захід від Бакеу, 100 км на південний захід від Ясс, 124 км на північний схід від Брашова.

## Населення
За даними перепису населення 2002 року у селі проживали 843 особи, з них 842 особи (99,9%) румунів. Рідною мовою 842 особи (99,9%) назвали румунську.